# غريغ دوغلاس
غريغ دوغلاس (بالإنجليزية: Greg Douglas)‏ هو متسابق يخت باربادوسي وكندي، ولد في 25 يونيو 1990.

## وصلات خارجية
- غريغ دوغلاس على موقع أوليمبيديا (الإنجليزية)